# Тахар Тамсамані
Тахар Тамсамані (араб. طاهر التمسماني, англ. Tahar Tamsamani; нар. 10 вересня 1980, Марракеш) — марокканський боксер, бронзовий призер Олімпійських ігор.

## Спортивна кар'єра
Тахар Тамсамані брав участь в трьох Олімпійських іграх.
На Олімпійських іграх 2000 в категорії до 57 кг в першому бою він переміг Пак Х'єнг Міна (Південна Корея) — 21-14, в чвертьфіналі  Ісраеля Гектора Переса (Аргентина) — 21-18, в півфіналі програв Бекзату Саттарханову (Казахстан) — 10-22 і отримав бронзову медаль.
2003 року став чемпіоном Африки в категорії до 60 кг.
На Олімпійських іграх 2004 Тамсамані програв в першому бою угандійцю Сему Рукундо — 22-30.
На Олімпійських іграх 2008 він програв в першому бою Доменіко Валентіно (Італія) — 4-15.